# Jodie Guilliams
Jodie Guilliams (* 26. April 1997 in Hasselt) ist eine ehemalige belgische Volleyballspielerin.

## Karriere
Guilliams begann ihre Karriere 2002 bei Landense SV. 2010 ging sie zu Lizards Lubbeek und spielte mit dem Verein bereits in der zweiten Liga. Der Trainer Julien Van de Vijver berief sie in die Juniorennationalmannschaft. 2013/14 trainierte sie an der Topsportschool in Vilvoorde; dort wurde sie von der Diagonalangreiferin zur Außenangreiferin umgeschult. Anschließend wechselte sie zu VC Oudegem. Mit dem Verein spielte sie im Challenge Cup. 2017 wurde sie belgische Vizemeisterin. Mit der A-Nationalmannschaft nahm Guilliams am World Grand Prix teil. Danach wechselte sie zu Asterix Avo Beveren. In der Saison 2017/18 gewann sie das Double aus nationalem Pokal und Meisterschaft. Mit der Nationalmannschaft nahm sie 2018 an der Volleyball Nations League teil. Anschließend wurde sie vom deutschen Bundesligisten Ladies in Black Aachen verpflichtet. Mit dem Verein erreichte sie im DVV-Pokal 2018/19 und in den Bundesliga-Playoffs jeweils das Halbfinale. Außerdem spielte sie im Challenge Cup. Danach wechselte sie zum Ligakonkurrenten Rote Raben Vilsbiburg. Nach drei Jahren für Vilsbiburg wechselte Guilliams zum VC Wiesbaden, wo sie am Ende der Saison 2022/23 ihre Karriere in Deutschland beendete und zum belgischen Verein VDK Gent wechselte. 2024 erklärte sie ihren endgültigen Rücktritt.